# Atlas Blue
Atlas Blue was een Marokkaanse luchtvaartmaatschappij met haar thuisbasis in Marrakesh die sinds 2009 bijna volledig in handen was van Royal Air Maroc. Gedurende het jaar 2010 werd het merk opgeheven en werden de vluchtschema's van Atlas-Blue en Royal Air Maroc samengevoegd.

## Geschiedenis
Atlas Blue is opgericht in 2004 door Royal Air Maroc (RAM) als een maatschappij voor goedkope vluchten. RAM bezat 99,99% van de aandelen en 0,01% is in handen van privé-investeerders.
Op donderdag 3 januari 2008 is op de luchthaven van Deauville Saint-Gatien in Noordwest-Frankrijk tijdens de landing een Boeing 737-400 van de Marokkaanse carrier Atlas Blue van de baan gegleden. De 168 passagiers hebben het toestel daarop via de noodglijbanen verlaten. Alle inzittenden zijn ongedeerd gebleven, zo melden Franse media. Wel raakten enkele passagiers in shock. Op het moment dat het toestel op de luchthaven van Deauville landde was er sprake van gladheid door ijzel. Het vliegtuig van Atlas Blue was afkomstig uit de Marokkaanse stad Marrakesh.

## Diensten
Atlas Blue voerde lijnvluchten uit
van:
- Al Hoceima, Fez, Marrakesh, Oujda, Nador, Tanger.

naar:
- Bordeaux, Bologna, Brussel, Genève, Rijsel, Londen, Lyon, Marseille, Milaan, Mulhouse, Nantes, Nice, Parijs, Toulouse, Amsterdam.

## Vloot
De vloot van Atlas Blue bestond uit:
- 4 Airbus A321-200
- 6 Boeing B737-400
- 1 Boeing B737-600
- 1 Boeing B737-800 Next-Generation

Alle Boeing 737-toestellen zijn weer bij Royal Air Maroc ondergebracht.>
Daarnaast voerde het zogenaamde code sharing vluchten uit met moedermaatschappij RAM waarbij toestellen van RAM worden ingezet. Atlas Blue als merk bestaat niet meer, en is opgegaan in het moederbedrijf Royal Air Maroc, de toestellen en crew zijn ook bij RAM ondergebracht.